# Янтарненские термальные источники
Янта́рненские терма́льные исто́чники — горячие йодо-бромные источники в центральной части Прохладненского района Кабардино-Балкарии. Находятся у юго-западной окраины села Янтарное, недалеко от правого берега реки Шакой, чуть выше его впадения в Малку. Высота над уровнем моря — 234 м.
Из-под земли бьёт высокоминерализированная вода хлоридо-натриевого состава с повышенным содержанием кремниевой кислоты. По своему типу источники являются йодо-бромными. Три скважины поставляют на земную поверхность термальные воды с температурой от 45 до 65 °C, которые дальше распределяются в трёх открытых и нескольких крытых бассейнах. Дно бассейнов забетонировано.
Вода в источнике имеет зеленоватый оттенок. Минеральная вода этой скважины уникальна по своему составу, классифицируется как бальнеологическая и рекомендуется к использованию для наружных целей в качестве лечебной в соответствии с медицинскими показаниями.